# مرمریتا
مرمریتا (به عربی: مرمریتا) یک منطقهٔ مسکونی در سوریه است که در الناصره واقع شده‌است.

## خصوصیات
مرمریتا ۲٬۲۰۶ نفر جمعیت دارد.